# 劉秉忠

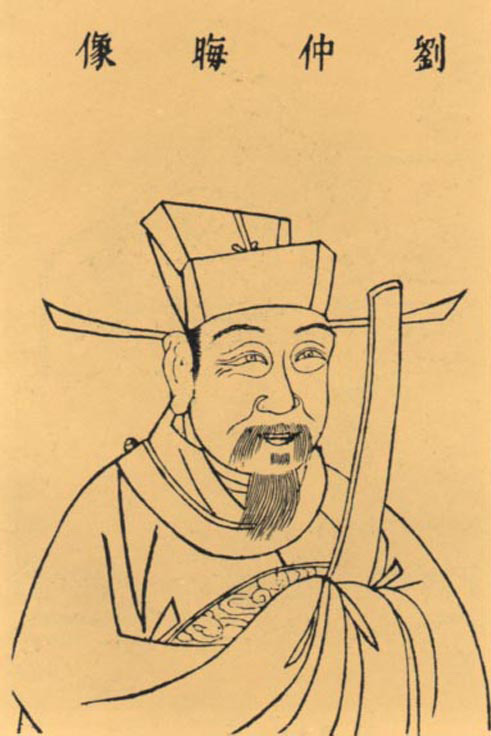

劉秉忠（1216年—1274年），原名侃，任官后，敕賜名秉忠，法名子聰，字仲晦，號藏春散人，祖籍金國瑞州（今遼寧省綏中縣前衛鎮），元朝政治家、儒學家，世祖忽必烈時曾任宰相。諡文正，贈太傅、常山王。是建立元帝國都城上都和大都、元朝政治體制以及國號的設計者。

## 生平

### 出身世家，懷才不遇
劉秉忠出身华北，祖籍瑞州，家居邢州，世代為遼朝、金朝官宦世家大族。十七歲時曾仕金朝，擔任邢台節度府令史。
时逢乱世，刘侃感慨“大丈夫怀才不遇，应当隐居起来寻找机会”，于是放弃官职上了武安山，被武安山天宁寺虚照禅师招至该寺内為僧，授法名子聰。
后雲遊天下，至雲中時，留居南堂寺。

### 遇見伯樂，受到重用
海雲禪師奉召，路至雲中時，聽聞劉秉忠博學多才，便邀之同行，隨後推薦給尚未即位的忽必烈，成為其重要謀臣。時人更以他才能卓著，稱其「聰書記」，位列「邢州五傑」之首。
劉秉忠出仕後，他與姚樞等人，制定「广招天下英俊，讲论治道」的用人方針，大舉招賢納士。如當時的大儒許衡、王恂、張易等人入仕，為當時仍為藩王的忽必烈出謀劃策。
劉秉忠跟隨忽必烈曾于1253年和1254年兩次征伐大理，及1259年征宋時，力勸忽必烈「王者之神武不殺」，故破城后未妄加屠戮一人。
1256年，劉秉忠受忽必烈命，于桓州东面滦水北面，設計修建一座新的城池。修建三年完成，取名為开平，于忽必烈稱帝時升为上都。
1259年，蒙哥可汗在釣魚城之戰中病故，忽必烈听从张易计策，抢在其弟阿里不哥行动之前，带着劉秉忠、姚枢等重要谋士，日夜兼程，轻骑奔回北方稱帝。
1260年，忽必烈正式稱帝，採納劉秉忠的建議，下詔建元紀年，年號「中統」，意即「中原正統」。并實行中原制度，建立中書省和宣撫司等機構。
至元元年（1264年），在翰林學士承旨王鹗的建議下，元世祖忽必烈詔拜劉秉忠為光禄大夫，位太保，参领中书省事。

### 辅治天下，功勛卓著
至元三年（1266年），劉秉忠受命，在原金中都燕京城東北設計興建新的都城（即後來的大都），并修建宗庙宫室。
至元八年，秉忠上書忽必烈，建議根據《易經》中「大哉乾元」，將政權名為「大元」，同時他亦向忽必烈進言「治乱之道，繫乎天而由乎人」、「以马上取天下，不可以马上治」，主張參照漢人法律，改善法度、革除弊政。
劉秉忠先後颁章服，举朝仪，给俸禄，定官制，是元朝政治制度的設計者。
而他擔任中書令期間，他除先後參與設計上都、以及國都大都兩座城市的工程外，還與同乡郭守敬一同訂定授時曆。而在他任太子太保期間，更在他出家的地方修建了「紫山書院」，同時在此收徒講學，不但傳授儒家經典，也教授自然科學，使紫山書院成為學習研究科學技術的基地。

### 無疾而終
至元十一年八月，在南屏山別墅無疾而終，時年五十九。忽必烈悲慟不已，追封太傅、趙國公，諡文貞。至元成宗時，贈太師、諡文正。迄元仁宗時，再加封常山王。

## 成就
秉忠于书无所不读，尤其《易經》及邵氏《经世书》，並且精通于天文、地理、律历、三式六壬遁甲之属等，论天下事如指诸掌。
其著作甚豐，計有《藏春集》六卷、《藏春词》一卷、《诗集》二十二卷、《文集》十卷、《平沙玉尺》四卷、《玉尺新镜》二卷等。